# French Style
French Style – ósmy studyjny album Deana Martina nagrany w lutym i wydany w kwietniu 1962 roku. Jest to pierwszy album nagrany przez Martina dla Reprise Records. Zawiera popularne piosenki o tematyce francuskiej w aranżacji Neala Hefti. 

## Utwory
| Nr  | Tytuł                          | Data nagrania  | Długość |
| 1.  | C'est si bon                   | 26 lutego 1962 | 2:53    |
| 2.  | April in Paris                 | 27 lutego 1962 | 3:34    |
| 3.  | Mimi                           | 27 lutego 1962 | 2:26    |
| 4.  | Darling, Je Vous Aime Beaucoup | 27 lutego 1962 | 3:20    |
| 5.  | La Vie en rose                 | 28 lutego 1962 | 2:26    |
| 6.  | The Poor People of Paris       | 26 lutego 1962 | 3:00    |
| 7.  | The River Seine                | 26 lutego 1962 | 2:22    |
| 8.  | The Last Time I Saw Paris      | 27 lutego 1962 | 2:48    |
| 9.  | Mam'selle                      | 28 lutego 1962 | 3:27    |
| 10. | C'est Magnifique               | 28 lutego 1962 | 2:39    |
| 11. | Gigi                           | 28 lutego 1962 | 3:39    |
| 12. | I Love Paris                   | 26 lutego 1962 | 3:02    |